# Mandjelia yuccabine
Mandjelia yuccabine is een spinnensoort uit de familie Barychelidae. De soort komt voor in Queensland.